# بيت الساحر (أرحب)

تعديل مصدري - تعديل

بيت الساحر هي إحدى قرى عزلة بني مرة بمديرية أرحب التابعة لمحافظة صنعاء، بلغ تعداد سكانها 107 نسمة حسب تعداد اليمن لعام 2004.